# Djurgårdens IF herrfotboll 1959
Djurgårdens IF Fotboll, säsongen 1959. Denna säsong tog Djurgården sitt sjätte SM-guld efter att ha vunnit Allsvenskan.
Säsongen avslutades på ett dramatiskt sätt. Tre lag hade chansen i den sista omgången att vinna SM-guldet: Djurgården, IFK Göteborg och IFK Norrköping. Djurgården mötte IFK Göteborg på Råsunda inför 48 894 åskådare och IFK Norrköping mötte Malmö FF. För Djurgårdens del skulle oavgjort räcka för guld. Djurgården tog ledningen med 1–0, men IFK Göteborg kom tillbaks och kvitterade och guldet var fortfarande i detta läge Djurgårdens. IFK Göteborg fick en mycket farlig chans i matchens slutminut att ta ledningen men "Bebben" Johansson träffade marken bättre än bollen vilket gjorde att matchen slutade 1–1, och att Djurgården tog SM-guld.
Noterbart för säsongen är att Djurgården inledde med så mycket som 17 raka allsvenska matcher utan förlust. I 18:e omgången (borta mot Sandvikens IF på Jernvallen) kom säsongens enda förlust.

## Mästartrupp
Mästarlaget: Arne Arvidsson (målvakt), Stig Gustafsson, Hans Mild, Olle Hellström, Lars Broström, Sigvard Parling, Sven Tumba Johansson, Birger Eklund, John Eriksson, Hans Karlsson och Gösta "Knivsta" Sandberg.

## Tränarstab
- Ordförande:
- Tränare: Birger "Farsan" Sandberg och Knut Hallberg

## Matcher

### Allsvenskan
Huvudartikel: Allsvenskan 1959
Spelades enligt vår/höst-säsong med 12 lag där varje lag hade dubbelmöten med de 11 övriga lagen vilket summerar antalet omgångar till 22.
Djurgårdens publiksnitt för hemmamatcher (samtliga 11 på Råsunda) slog nytt rekord (22 696) under säsongen, och det rekordet står sig än idag (år 2022).
Publiksiffran 50 750 i sista matchen mot IFK Göteborg blev och är Djurgårdens största genom tiderna. Publiksiffran är dessutom allsvenskans genom tiderna näst största efter publikrekordet 52 194 mellan IFK Göteborg och Örgryte IS tidigare under samma säsong.
Tabellrad:
- Totalt: 22 11 10 1 46-20 (+26) 32p
- Hemma: 11 6 5 0 29-10 (+19) 17p
- Borta: 11 5 5 1 17-10 (+7) 15p

| Omgång | Datum        | Motståndare     | H / B | Resultat | Målskyttar | Publik | Arena         |
| ------ | ------------ | --------------- | ----- | -------- | ---------- | ------ | ------------- |
| 1      | 19 april     | Malmö FF        | H     | 0–0      | ?          | 16 604 | Råsunda       |
| 2      | 26 april     | GAIS            | B     | 1–1      | ?          | 10 790 | Gamla Ullevi  |
| 3      | 1 maj        | Helsingborgs IF | H     | 1–1      | ?          | 13 021 | Råsunda       |
| 4      | 3 maj        | IFK Malmö       | B     | 5–3      | ?          | 9 525  | Malmö Stadion |
| 5      | 9 maj        | IFK Göteborg    | B     | 2–0      | ?          | 28 156 | Gamla Ullevi  |
| 6      | 14 maj       | Hammarby        | H     | 1–0      | ?          | 32 577 | Råsunda       |
| 16     | 24 maj       | IFK Norrköping  | B     | 1–1      | ?          | 17 791 | Idrottsparken |
| 7      | 31 maj       | Örgryte IS      | H     | 2–2      | ?          | 28 260 | Råsunda       |
| 8      | 3 juni       | Halmstads BK    | H     | 3–0      | ?          | 6 187  | Råsunda       |
| 9      | 10 juni      | AIK             | B     | 1–1      | ?          | 33 060 | Råsunda       |
| 10     | 14 juni      | Sandvikens IF   | H     | 2–2      | ?          | 8 589  | Råsunda       |
| 11     | 9 augusti    | Malmö FF        | B     | 1–0      | ?          | 12 972 | Malmö Stadion |
| 12     | 13 augusti   | GAIS            | H     | 6–0      | ?          | 5 352  | Råsunda       |
| 13     | 19 augusti   | Halmstads BK    | B     | 1–0      | ?          | 7 190  | Örjans Vall   |
| 14     | 26 augusti   | AIK             | H     | 4–2      | ?          | 38 255 | Råsunda       |
| 15     | 30 augusti   | Örgryte IS      | B     | 1–1      | ?          | 33 270 | Ullevi        |
| 17     | 6 september  | IFK Norrköping  | H     | 2–1      | ?          | 45 959 | Råsunda       |
| 18     | 13 september | Sandvikens IF   | B     | 1–2      | ?          | 12 243 | Jernvallen    |
| 19     | 20 september | Helsingborgs IF | B     | 1–1      | ?          | 18 091 | Olympia       |
| 20     | 26 september | IFK Malmö       | H     | 7–1      | ?          | 6 956  | Råsunda       |
| 21     | 1 oktober    | Hammarby IF     | B     | 2–0      | ?          | 21 831 | Råsunda       |
| 22     | 11 oktober   | IFK Göteborg    | H     | 1–1      | ?          | 50 750 | Råsunda       |